# Deuter Sport
Deuter Sport est une entreprise allemande connue principalement pour ses sacs à dos.

## Histoire

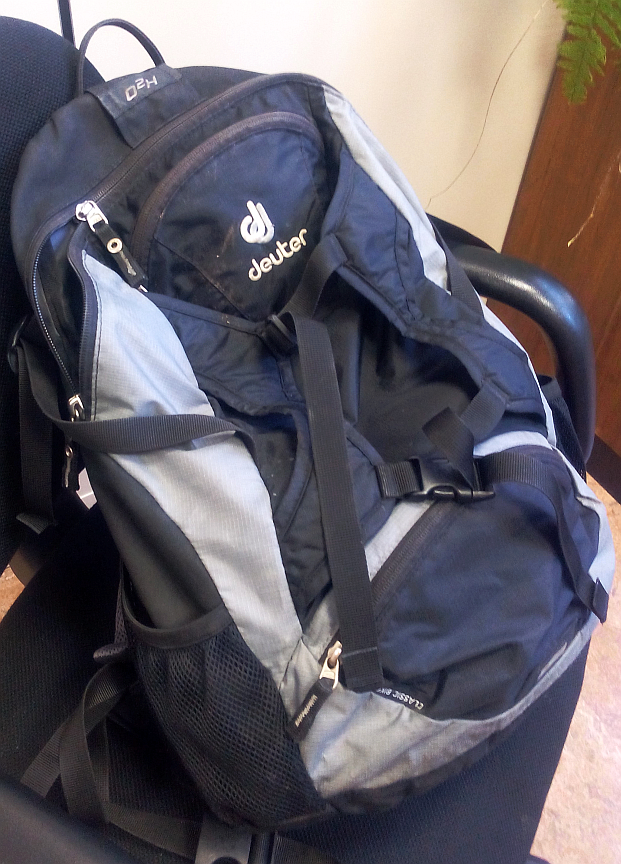
Sacs à dos Deuter Sport

L'entreprise a été fondée en 1898 par Hans Deuter sous le nom Deuter Sport GmbH & Co. KG et a son siège à Gersthofen, en Bavière.